# Carel Elsenburg
 Carel Augustinus Johannes Elsenburg  (Amsterdam, 1853 - 1934) was (mede met Joseph Lousberg) initiatiefnemer van de Stille Omgang te Amsterdam.

## Jeugd en opleiding
Carolus Elsenburg werd geboren in Amsterdam aan de Nieuwezijds Voorburgwal in een katholieke familie van biljartmakers. Na een gymnasiale opleiding vestigde hij zich als zelfstandig schoenmaker. Uit zijn huwelijk met Anna Beukers werden zeven kinderen geboren.
Het gezin was lid van de katholieke parochiekerk De Krijtberg aan het Singel.
Carel was daar als kind misdienaar geweest, evenals zijn vriend Joseph Lousberg (1855-1914). Uit sociale bewogenheid sloten zij zich aan bij de Sint-Vincentiusvereniging.

## Mirakel van Amsterdam
Na de Alteratie van Amsterdam in 1578 werd de publieke uitoefening van de katholieke religie verboden. Dat gold ook voor de middeleeuwse sacramentsprocessie ter herdenking van het Mirakel van Amsterdam (1345).
In het Amsterdam van de 19e eeuw ontstond een herleving van katholieke identiteit met aandacht voor oude devoties en herstel van rituelen, gebruiken en bedevaarten. Tijdens deze katholieke emancipatie werd een alternatief gezocht voor de verboden sacramentsprocessie. Het lopen van een stille optocht zonder rituelen of openbaar belijden van geloof werd overwogen.
De route van de middeleeuwse sacramentsprocessie was aanvankelijk onduidelijk, maar in 1880 vond Lousberg een tekst die de route redelijk aangaf. Elsenburg en Lousberg namen het initiatief en liepen in 1881 de eerste gezamenlijke rondgang: de Stille Omgang.
Rond 1890 was er sprake van een “Gezelschap van den Stillen Omgang’, waarin Lousberg tot zijn overlijden in 1914 vrijwel alle taken uitvoerde. Daarna werd Carel voorzitter van het Gezelschap. Zijn oudste zoon Alphons werd bestuurslid.

## Opvolgers
Alphonsus Gerardus Paschalis Maria Elsenburg (1882-1960) begon na een opleiding in Manchester een eigen bedrijf en groothandel in textiel en agenturen. De nv Textielhandel Alph. Elsenburg werd gevestigd in het voormalige woonhuis van Joseph Alberdingk Thijm aan de Nieuwezijds Voorburgwal. Veel van zijn medewerkers werkten niet alleen in zijn zaak, maar ook voor de Stille Omgang. Na het overlijden van vader Carel volgde Alphons hem op als voorzitter van het Gezelschap.
Alphons kreeg met zijn vrouw Eleonora de Vries elf kinderen. Zijn zoon Eduard F.X.M. Elsenburg (1909-1987) nam in 1957 de voorzittershamer over. Alphons jongste zoon Thomas Elsenburg (1920-2000) werd politicus van de KVP, later CDA. Van 1962 tot 1970 was hij wethouder in Amsterdam en van 1971 tot 1985 burgemeester van Geleen.
Maarten Elsenburg (1950-2021), zoon van Eduard, werd in 1982 voorzitter van het Gezelschap. Hij was tevens lange tijd voorzitter van het bestuur van het Museum Ons' Lieve Heer op Solder.

## Referentie
1. ↑  Gemeente Archief Amsterdam Bevolkingsregisters 1874-1893.